# جوزيف كرانستون
جوزيف كرانستون (بالإنجليزية: Joseph Cranston)‏ (8 سبتمبر 1898 – 7 ديسمبر 1973) هو ملاكم أمريكي راحل، مثّل بلاده في الألعاب الأولمبية الصيفية 1920.

## روابط خارجية
جوزيف كرانستون على موقع أوليمبيديا (الإنجليزية)